# Кучинский, Дмитрий Александрович
Дмитрий Александрович Кучинский (1898—1938) — советский военный деятель, педагог, первый начальник Академии Генерального штаба, комдив (1935).

## Биография
Родился в июне 1898 года в Минске в семье почтового чиновника.
Окончил Ярославскую гимназию в 1916 году и Алексеевское военно-инженерное училище в 1917 году.
Затем служил в войсках царской армии, занимал должности командира сапёрной полуроты и командира роты. Последний чин в российской императорской армии — прапорщик.

### Гражданская война
В Красной Армии — с мая 1918 года. Воевал на Южном фронте в составе 10-й стрелковой дивизии. С мая по декабрь 1918 года — старший инструктор 1-го Московского кавалерийского полка. С января по март 1919 года — командир отдельного сводного кавалерийского дивизиона. В том же году был зачислен слушателем Академии Генерального штаба РККА.

### Советский период
В 1921—1922 годах — старший помощник начальника штаба дивизии по оперативной части, начальник штаба 3-го боевого участка Тамбовской губернии, руководитель по социально-экономическим наукам Военной академии РККА.
Окончив в 1922 году Военную академию РККА, был назначен начальником 1-го отдела Организационного управления Штаба РККА.
С ноября 1924 года — начальник отдела Организационно-мобилизационного управления Штаба РККА. С апреля 1925 года — помощник, а с ноября того же года — заместитель начальника того же управления. В сентябре 1926 года был назначен начальником 1-го отдела 2-го Управления Штаба РККА. С августа 1928 года — начальник штаба 14-го стрелкового корпуса. С ноября 1930 года — начальник 6-го Управления Штаба РККА. С февраля 1931 года — начальник штаба Украинского (с мая 1935 года — Киевского) военного округа. Приказом Народного комиссара обороны Союза ССР № 2398 от 21 ноября 1935 года, присвоено звание комдива. В апреле 1936 года он был назначен начальником и комиссаром Академии Генерального штаба.
Член Военного совета при наркоме обороны.

### Репрессии
Арестован 20 сентября 1937 года. Военной коллегией Верховного Суда СССР 29 июля 1938 года по обвинению в принадлежности к военному заговору приговорен к расстрелу. Приговор приведен в исполнение в тот же день.
Определением Военной коллегии от 4 августа 1956 года реабилитирован.